# Ключник (Польща)
Ключник (пол. Klucznik, нім. Klutznick) — село в Польщі, у гміні Барчево Ольштинського повіту Вармінсько-Мазурського воєводства.
У 1975-1998 роках село належало до Ольштинського воєводства.